# Fuuri
Fuuri（または風狸、ふうり）は、日本の音楽ユニットである。

## 概要
レゲエシンガーのKeycoと、デビュー当時からKeycoの音楽プロデューサーとして活動していたLIBROの二人が新しいプロジェクトとして結成。「本来人間に備わっているはずの創造力、発想力を呼び覚ましていこう」「新しくも懐かしい、ショッキングだが、どこか笑える…アート感たっぷりな音楽」などをテーマとし、ハウス、ダブ、ヒップホップ、ジャズ、ブレイクビーツなど、様々なサウンドをあわせた音楽と、Keycoの歌声による不思議な世界観を作り出している。
アーティスト名の由来は風狸という夜になると風のように飛び回る狸ぐらいの大きさの妖怪の名前から。

## メンバー
- Keyco （ボーカル）
- LIBRO （プロデューサー）

## 作品

### アルバム
- Fuuri （2006年2月22日）
  - CD
    - M-1、M-10にはSOIL&"PIMP"SESSIONSのメンバーが参加。

    1. 100年前から
    2. 今の今
    3. NANA SONG
    4. AI AI
    5. ふうり/どこ行こう?
    6. WOO WAH 〜水瓶座の時代〜
    7. TURN ON TUNE IN
    8. 幽霊特急
    9. 残像
    10. 7th sense JAM
    11. うらら
    12. afro-onsen
    13. また明日

  - DVD
    1. NANA SONG（ミュージック・ビデオ）
    2. Fuuriの休日（「妖怪ツアー」のライブ映像+オフショット）

### 参加作品
- JAMAICAN CHIRDLEN！（2006年7月26日）
  - M-3「I SHOT THE SHERIFF」